# Ререн, Иван Богданович
Иван Богданович Ререн (1775—1813) — российский командир эпохи наполеоновских войн, генерал-майор Русской императорской армии.

## Биография
Иван Ререн родился 7 декабря 1775 года в имении Леппист на острове Эзель Лифляндской губернии в дворянской семье титулярного советника.
Воспитывался в Артиллерийском и Инженерном кадетском корпусе откуда 4 декабря 1792 года был направлен в 1-й морской батальон в чине подпоручика. С 1798 года Ререн командовал гренадерским батальоном.
5 марта 1803 года Ререн был утверждён командиром Шлиссельбургского мушкетерского полка, а через год удостоен чина полковника.

В ходе Войны четвёртой коалиции под Прейсиш-Эйлау получил серьёзные ранения и за храбрость был 26 апреля 1807 года награждён орденом Святого Георгия 4-го класса 
в воздаяние отличного мужества и храбрости, оказанных в сражении против французских войск 26 и 27 января при Прейсиш-Эйлау, где, ударив в штыки на неприятеля, поражал оного, а потом искусным маневром подвел оного под нашу батарею, которою и нанесен великий вред неприятелю.
Оправившись от ран принял участие в войне на Балканах.
После вторжения Наполеона в пределы Российской империи, принимал участие в ряде битв Отечественной войны 1812 года.
После изгнания неприятеля из России, Ререн принял участие в заграничном походе русской армии.
15 сентября 1813 года Иван Богданович Ререн был отмечен чином генерал-майора, но уже в октябре того же года получил смертельное ранение в Битве народов под Лейпцигом.